# Riu Sil
El Sil és un riu del nord-oest de la península Ibèrica que passa per les províncies de Lleó, Lugo i Ourense. És el principal afluent del riu Miño.

## Curs
Neix a La Cueta (Lleó) a 1.980 metres d'altitud, als peus de Peña Orniz, a la Serralada Cantàbrica. Recorre les comarques lleoneses de Babia, Laciana, El Bierzo, on passa per la ciutat de Ponferrada, i La Cabrera, abans d'entrar a Galícia per la província d'Ourense. Després de passar O Barco i A Rúa a la comarca de Valdeorras, el riu fa de frontera entre les províncies de Lugo i Ourense. En el seu tram final forma els Canyons del Sil, a la zona de la Ribeira Sacra, poc abans de desembocar al Miño a Os Peares.
El seu cabal abundant i estable fa que hi hagi diversos embassaments en el seu recorregut: Las Rozas, Bárcena, Penarrubia, Pumares, Santiago, San Martiño, Sequeiros, Santo Estevo i Pombeiros.
Generalment, la jerarquia entre rius s'efectua tenint en compte en la seva confluència el que té més cabal i més longitud. En aquest cas, el Sil no supera al Miño en longitud, uns 20 quilòmetres menys, però sí en cabal (d'aquí la dita: el Sil porta l'aigua i el Miño la fama).

## Afluents
Els principals afluents del Sil són:
- Pel marge dret (nord):
  - Cúa
  - Selmo
  - Leira
  - Soldón
  - Lor
  - Cabe
- Pel marge esquerre (sud):
  - Boeza
  - Cabrera
  - Bibei
  - Mao

## Galeria d'imatges

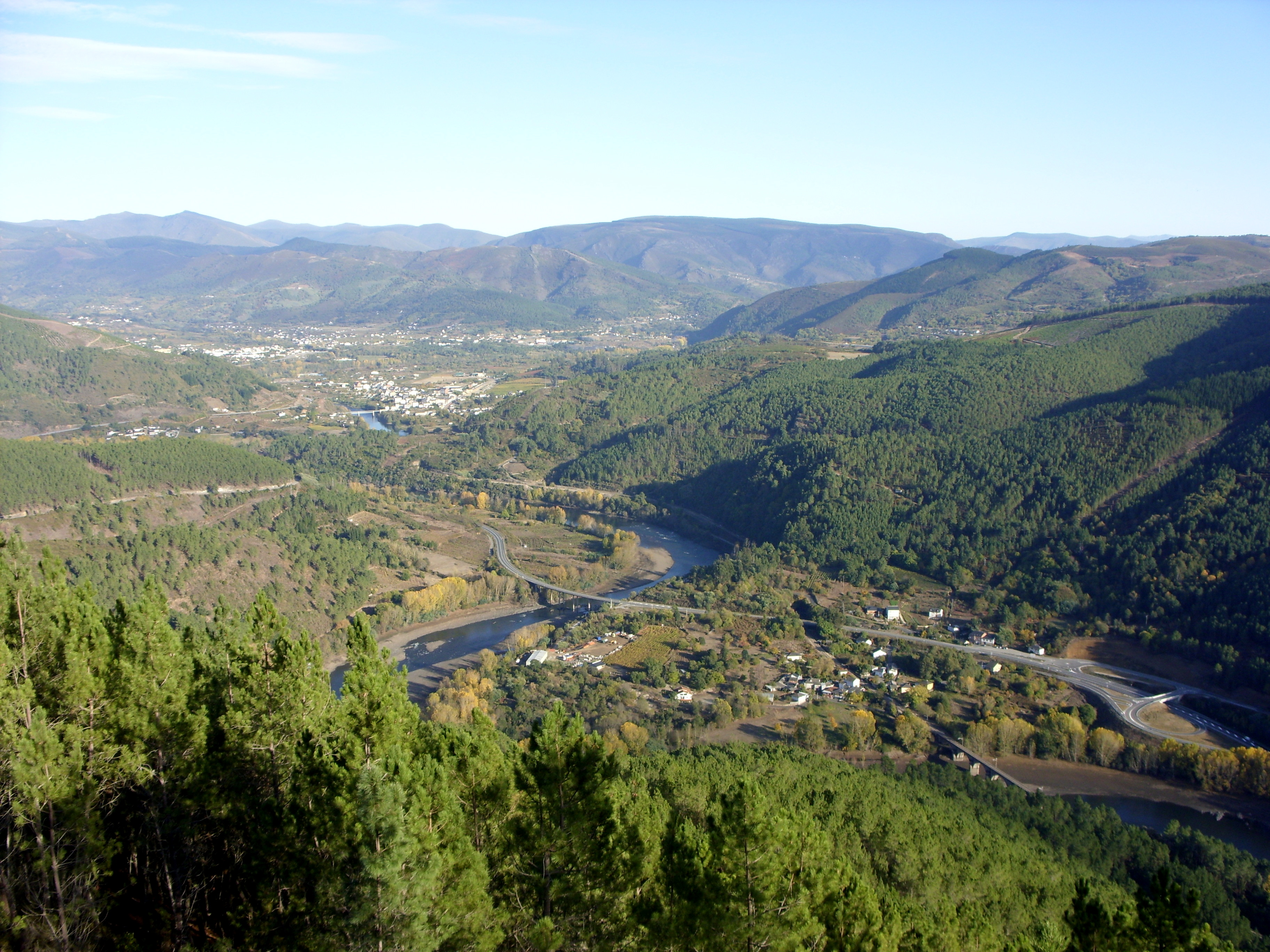
Pont de ferrocarril sobre el Sil a Ponferrada
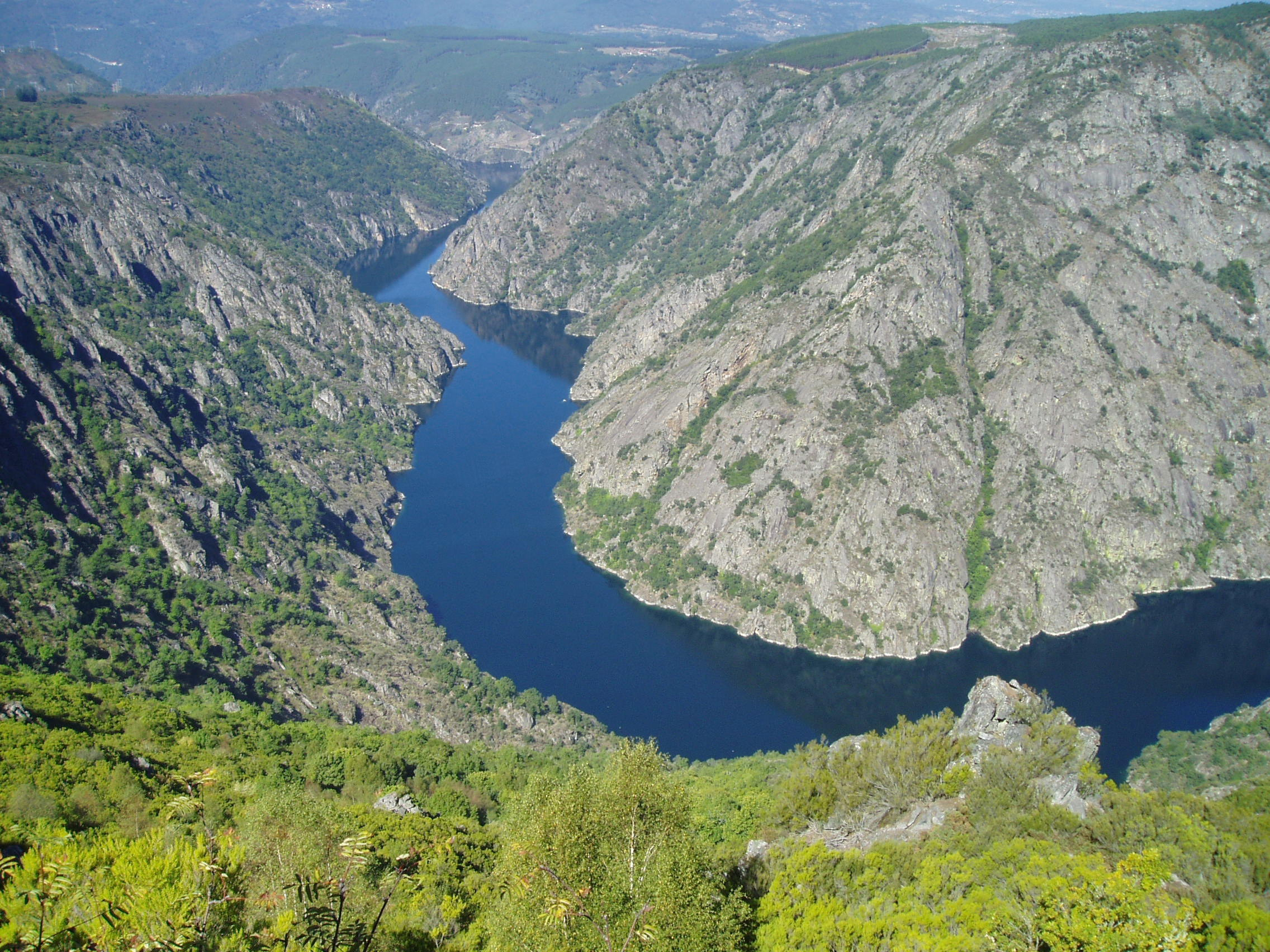
Canyó del Sil
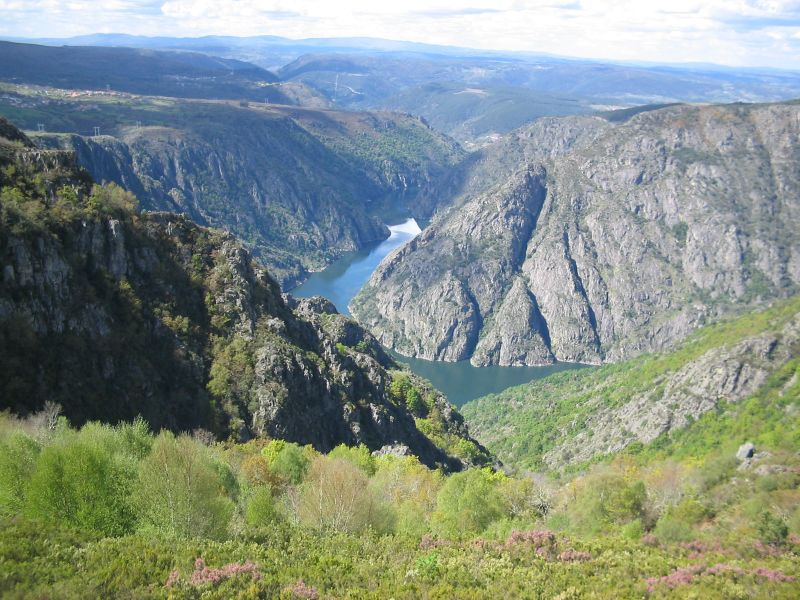
El Sil a la Ribeira Sacra
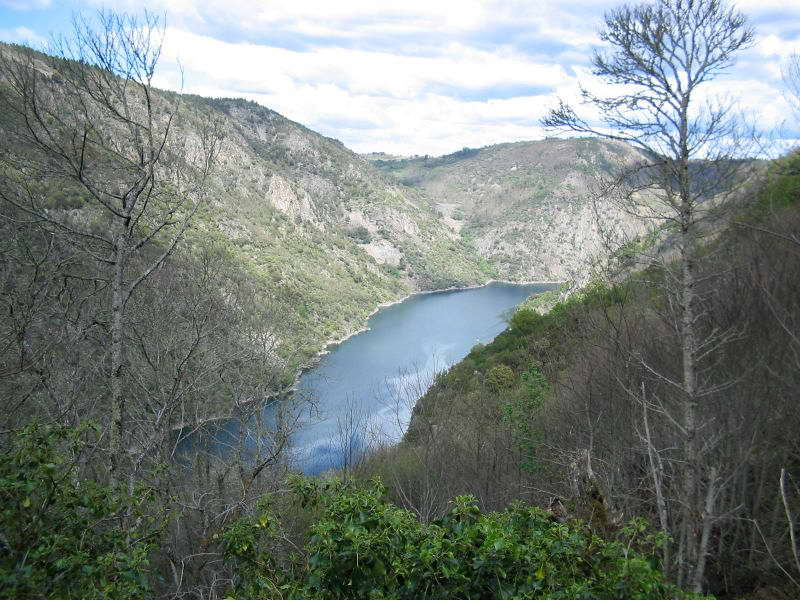
El Sil a la Ribeira Sacra
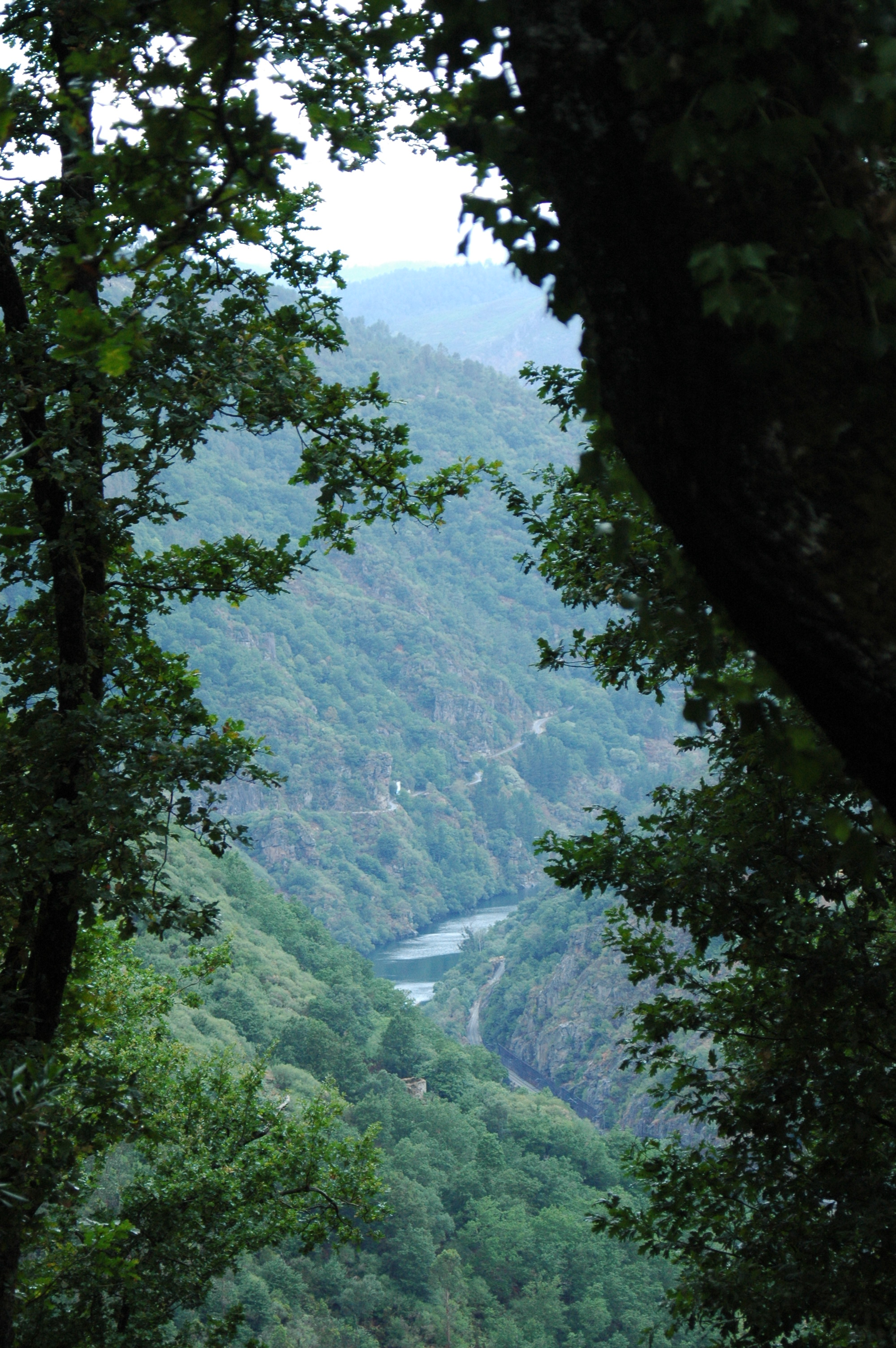
Vista des del Parador de Santo Estevo, Nogueira de Ramuín
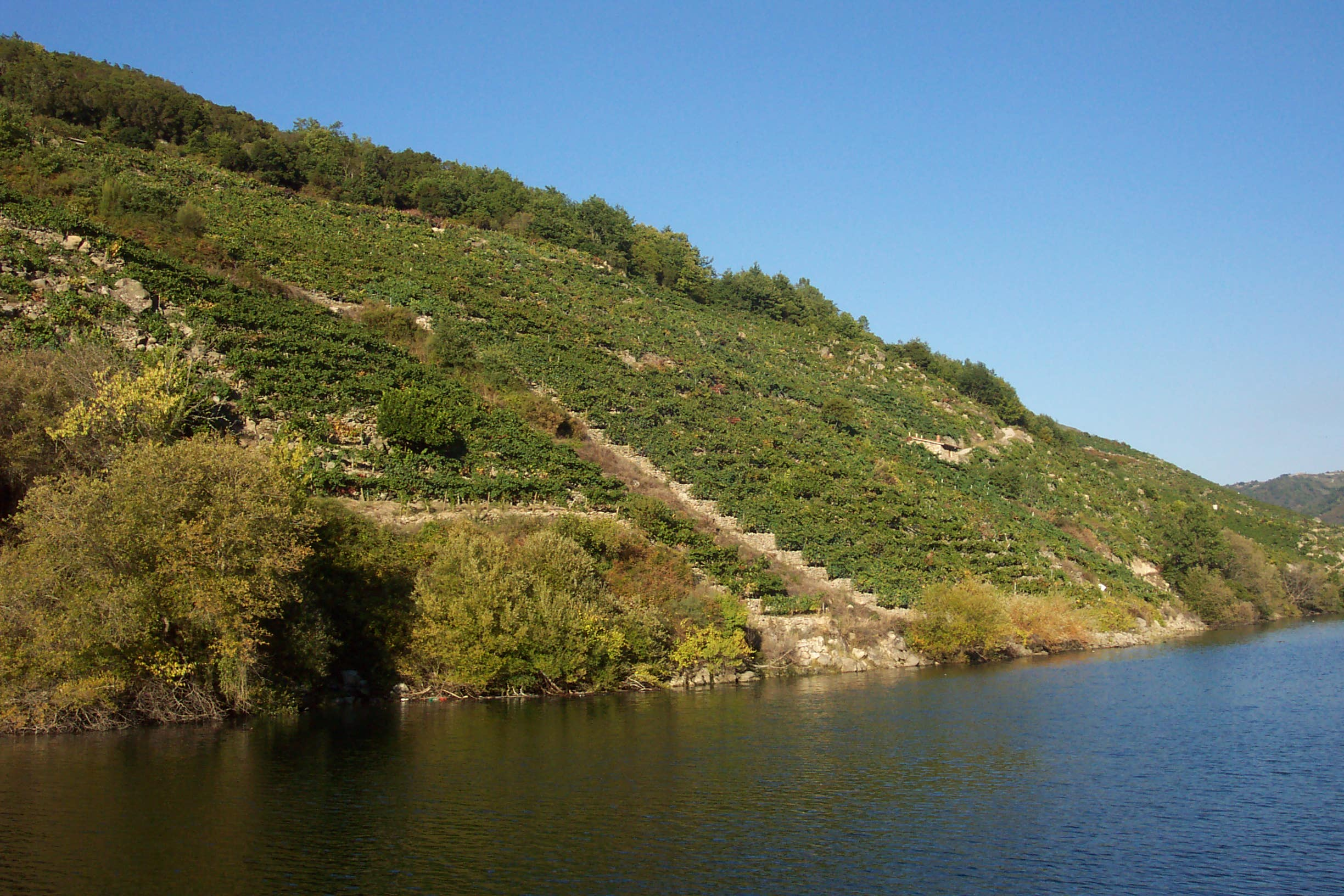
Vinyes vora el Sil